# Kathedraal van Lucciana
De voormalige Kathedraal van Lucciana is een aan Maria-Tenhemelopneming gewijde romaanse kerk op Corsica (Frans: Cathédrale Sainte-Marie-de-l'Assomption de Lucciana). De kerk staat ook bekend onder de naam La Canonica en ligt bij de resten van de Romeinse kolonie Mariana even buiten het hedendaagse Lucciana. Het is een van de mooiste middeleeuwse monumenten van Corsica.

## Geschiedenis
Mariana, in 93 v. Chr. gesticht door Gaius Marius, was in de oudheid een belangrijke militaire kolonie. Het christendom kreeg hier al vroeg vaste voet aan de grond, wat onder meer blijkt uit een christelijk complex uit de vierde eeuw. Een eeuw later ontstond het bisdom Mariana, een van de oudste op het eiland.
In de elfde eeuw kwam Corsica grotendeels onder controle van Pisa. Overal op het eiland verrezen kerken in de Pisaanse romaanse stijl. Ook de bouw van La Canonica begon in deze tijd. In 1119 wijdde de aartsbisschop van Pisa de kerk, die tot 1440 de zetel van de bisschop van Mariana zou blijven. In dat jaar verhuisde de bisschop naar Vescovato. In de zestiende eeuw werd het diocees uiteindelijk opgeheven ten gunste van het bisdom Bastia en later Ajaccio.

## Beschrijving
De kerk heeft de vorm van een basiliek met een schip en lagere zijbeuken, afgesloten door een halfronde apsis. De muren zijn opgetrokken uit kalkschist afkomstig van steengroeven in de Cap Corse. Het westelijke portaal is een van de weinige delen van de kerk die bewerkt zijn. De latei en archivolt zijn versierd met loofwerk. Op de archivolt zijn daarnaast dieren in reliëf gebeeldhouwd. Van links naar rechts zijn te zien: een leeuw, twee griffioenen, het Lam Gods, een wolf, een hond die een hert achtervolgt en twee fabeldieren.
In 2003 bood Reinier III van Monaco de kathedraal een beeld aan van de heilige Devota, patroonheilige van Corsica en Monaco.

## Afbeeldingen

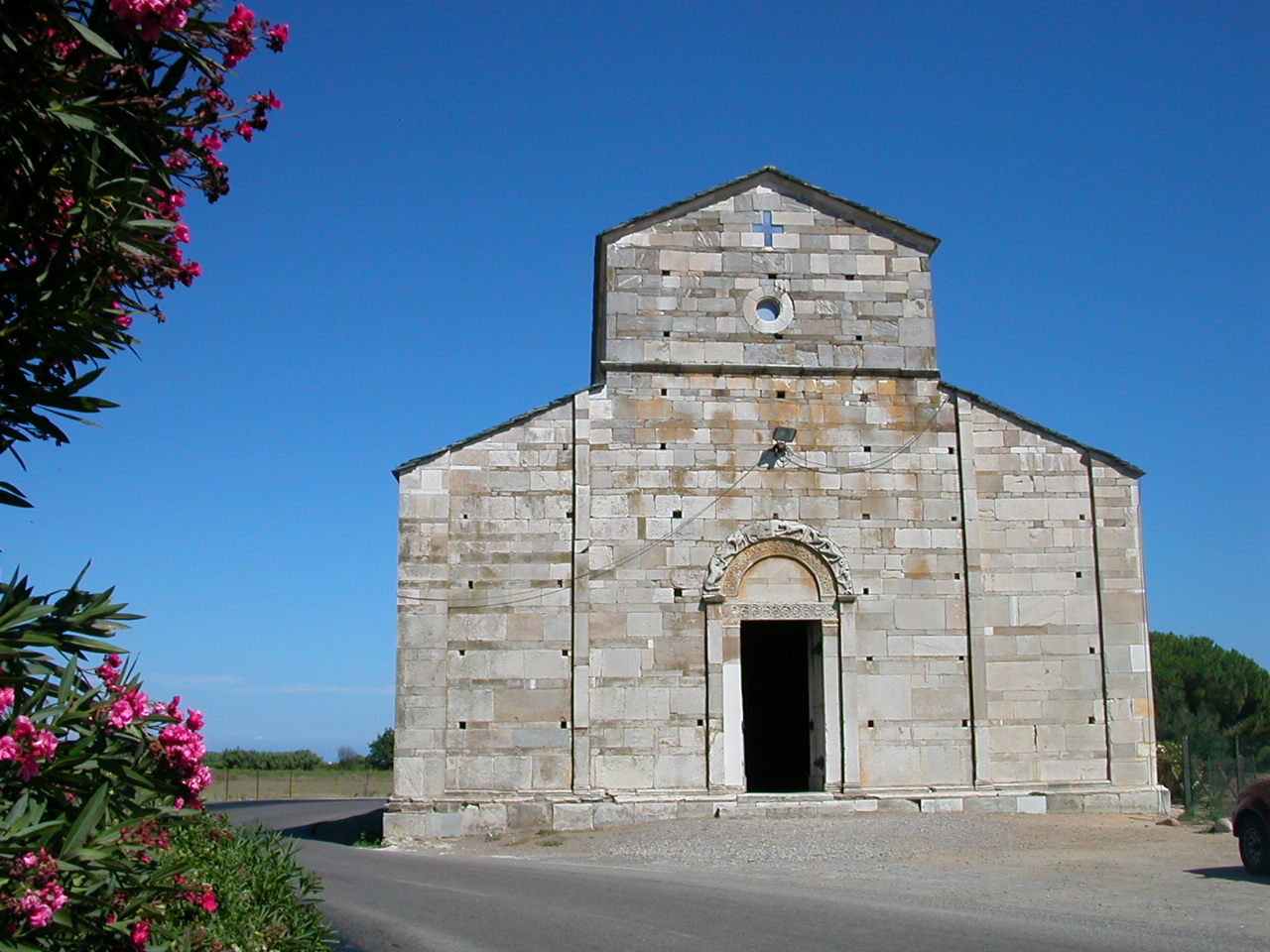
Façade
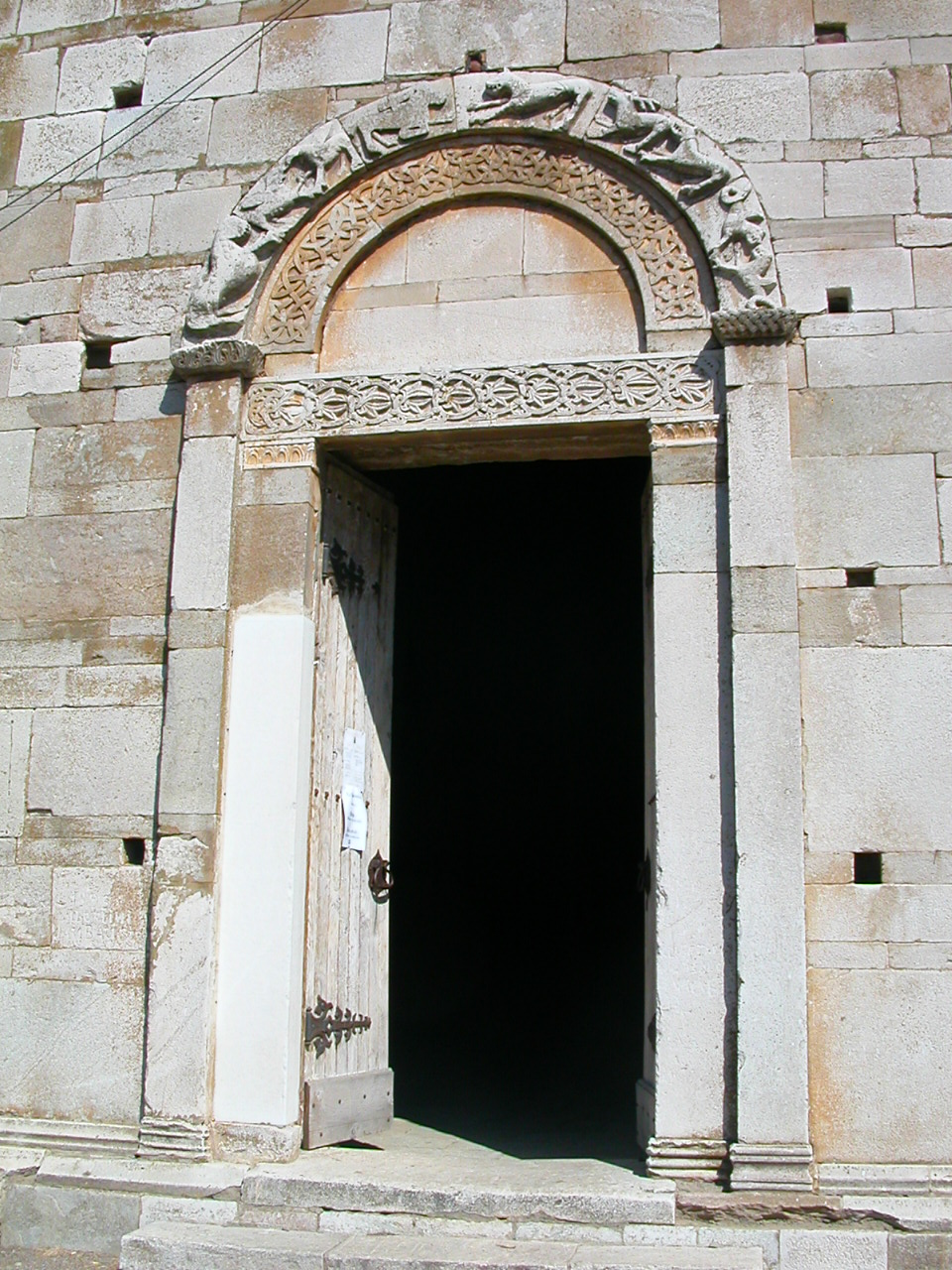
Portaal
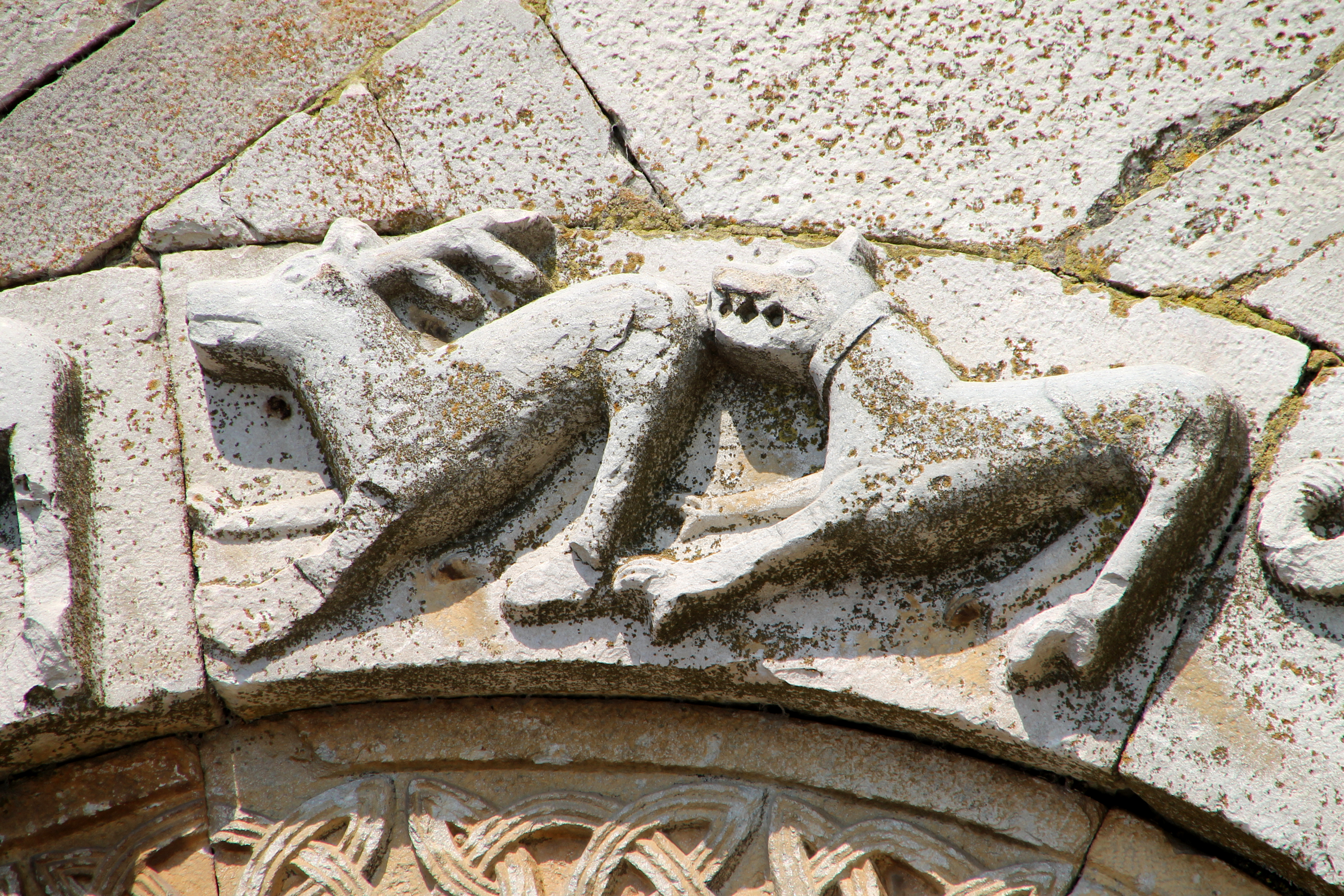
Hert achtervolgd door een hond, detail van de archivolt
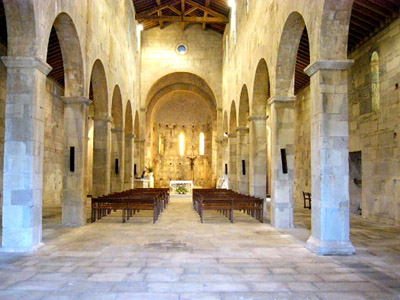
Interieur